# Кандрше (Літія)
Кандрше (словен. Kandrše) — поселення в общині Літія, Осреднєсловенський регіон, Словенія. Висота над рівнем моря: 504,2 м.